# Lainati (cognome)
Lainati è un cognome di lingua italiana.

## Varianti
Il cognome non presenta varianti.

## Origine e diffusione
Il cognome è tipicamente lombardo.
Potrebbe derivare dal toponimo Lainate.

## Persone
- Chiara Augusta Lainati (1939-2024) – latinista e religiosa italiana
- Giorgio Lainati (1958) – politico italiano